# Friedrich Eugen Maier
Friedrich Eugen Maier (* 1. November 1898 in Wollbach, heute zu Kandern; † März 1976 in Berlin) war ein deutscher Pilot und Ingenieur, der sich nach einigen beruflichen Umwegen auf die Konstruktion eines einfachen Autos konzentrierte. Sein bedeutendstes Werk war ein entsprechender Prototyp, der 1935 in seiner Firma Leichtbau Maier entstand.

## Leben
Nach dem Schulbesuch ließ sich Maier als Pilot ausbilden, studierte anschließend Maschinenbau an der Technischen Hochschule in Karlsruhe. Dort erwarb er 1923 den Abschluss als Diplomingenieur. In den Flugzeugwerken von Hugo Junkers erhielt er seine erste Anstellung. Weil in Kolumbien eine Junkers-Flugzeugwerft gebaut wurde, berief der Firmenchef Friedrich Eugen Maier zu deren Leiter. Nach einigen Jahren in Südamerika ging Maier nach Dessau zurück und wurde von Junkers bald in eine Zweigstelle nach Moskau geschickt.
1930 ließ sich Maier in Berlin-Karlshorst nieder. Wahrscheinlich tüftelte er bereits an der Konstruktion eines Autos, denn 1932 meldete er ein erstes entsprechendes Patent im Deutschen Patentamt an. Eine Firma aus München war auf den vielseitigen Ingenieur aufmerksam geworden und stellte ihm 300.000 Goldmark für die Entwicklung eines Volkswagens bereit. In kurzer Folge reichte Maier weitere Erfindungen rund ums Auto zwecks Patentierung, auch in den USA und Großbritannien ein.
Um 1933 gründete Friedrich Eugen Maier die Firma Leichtbau Maier, pachtete vom Magistrat von Berlin ein Grundstück in der Sömmeringstraße 31/32 (heute Sömmeringstraße 29) in Berlin-Charlottenburg und richtete dort eine kleine Werkstatt ein. Er widmete sich voll und ganz der gestellten Aufgabe und baute nach und nach einen Kleinwagen-Prototyp, in dem seine Ideen verwirklicht wurden. Mit der Machtübernahme der Nationalsozialisten requirierten diese Maiers Werkstatt und zwangen ihn, dort ab 1936 Wehrmacht-Fahrzeuge zu reparieren. Trotzdem entwickelte er sein Auto weiter.
1944 zerstörte ein Bombenangriff das gesamte Betriebsgelände inklusive der Werkstatt und einiger Nebengebäude. Auch wertvolle Originalunterlagen gingen so verloren. Als die Rote Armee im Mai 1945 Berlin besetzte, wurde Friedrich Maier verhaftet und sollte nach Russland verschleppt werden. Doch ihm gelang die Flucht und er kehrte auf sein ehemaliges Werkstattgelände in Berlin zurück. In der Nachbarschaft, auf dem Gelände der Darwin-Garagen in der Quitzowstraße, fand er Wohnmöglichkeiten und stellte seinen Kleinwagen hier unter. Bis 1954 lebte Maier hier und bemühte sich um Anerkennung seiner Patente, insbesondere um die selbsttragende Karosserie, den volleinstellbaren Fahrersitz und weitere Details. Damit wäre die Geldnot für die Familie beendet gewesen, da etliche Ideen bereits genutzt wurden.
Anfang der 1960er Jahre zog Maier zum Gierkeplatz, wo er auf dem Hinterhof in ehemaligen Stallungen Platz für seinen Prototyp fand.
1975 setzte der Regisseur Eberhard Fechner das Testauto in dem kriegsbezogenen Familienfilm Tadellöser & Wolff ein, da es seit 1944 nicht verändert worden war.
Maier war mit einer dänischen Balletttänzerin verheiratet. Das Paar bekam 1943 eine Tochter. Mutter und Tochter flohen 1944 jedoch vor den Bombardements auf Berlin nach Dänemark. Nach dem Krieg, 1947, kehrten sie zurück, doch die Ehe zerbrach wohl infolge von Maiers „Konstruktionswut“ und dem steten Geldmangel um 1956.
Im März 1976 verstarb Friedrich Maier verarmt und vereinsamt in seiner Wohnung.